# Humbert Balsan
Humbert Balsan (Arcachon, 21 agosto 1954 – Parigi, 10 febbraio 2005) è stato un produttore cinematografico e attore francese, attivo dalla seconda metà degli anni settanta alla prima metà degli anni duemila.

## Biografia
Balsan inizia la sua carriera cinematografica come attore, esordendo nel 1974 in Lancillotto e Ginevra, diretto da Robert Bresson, per il quale ricopre il ruolo di aiuto regista nell'opera successiva, Il diavolo probabilmente (1977). A partire dai primi anni ottanta affianca all'attività recitativa anche quella produttiva, che diventa presto prevalente, mentre le sue interpretazioni diventano episodiche.
Si dedica in particolare ad autori del Vicino e Medio Oriente, come gli egiziani Youssef Chahine e Yousry Nasrallah, il libanese Maroun Bagdadi, il palestinese Elia Suleiman.
Tra le sue produzioni più importanti, Il destino di Chahine, Premio del 50º Anniversario al Festival di Cannes 1997, El Medina di Nasrallah, premiato al Festival di Locarno 1999, Intervento divino di Suleiman, Premio della giuria al Festival di Cannes 2002, Viaggio alla Mecca (2004) di Ismaël Ferroukhi, Premio Luigi De Laurentiis alla Mostra del Cinema di Venezia 2004 e Quand la mer monte... (2004) di Yolande Moreau e Gilles Porte, Premio César per la migliore opera prima e Premio Louis-Delluc.
Si toglie la vita a soli cinquant'anni, impiccandosi negli uffici della sua società di produzione, la Ognon Pictures.
Alla sua figura e alla sua tragica fine è ispirato il film Il padre dei miei figli (2009) di Mia Hansen-Løve, la cui opera prima avrebbe dovuto essere prodotta da Balsan.

## Filmografia

### Produttore
- Le maître-nageur, regia di Jean-Louis Trintignant (1979)
- Le soleil en face, regia di Pierre Kast (1980)
- Quartet, regia di James Ivory (1981) (produttore associato)
- Histoire du caporal, regia di Jean Baronnet (1984)
- Adieu Bonaparte, regia di Youssef Chahine (1985)
- L'homme voilé, regia di Maroun Bagdadi (1987)
- Un médecin des lumières, regia di René Allio (1988) (TV)
- Iskanderija, kaman oue kaman, regia di Youssef Chahine (1990)
- L'amour, regia di Philippe Faucon (1990)
- Mr. & Mrs. Bridge, regia di James Ivory (1990) (produttore associato)
- Transit, regia di René Allio (1991)
- Les équilibristes, regia di Nikos Papatakis (1992)
- Vincennes Neuilly, regia di Pierre Dupouey (1992) (produttore delegato)
- Angely v rayu, regia di Yevgeni Lungin (1993)
- Sabine, regia di Philippe Faucon (1993)
- Marcides, regia di Yousry Nasrallah (1993)
- Grand bonheur, regia di Hervé Le Roux (1993)
- La lumière des étoiles mortes, regia di Charles Matton (1994)
- Al-mohager, regia di Youssef Chahine (1994)
- Sobyan wa banat, regia di Yousry Nasrallah (1995)
- Jefferson in Paris, regia di James Ivory (1995) (coproduttore)
- Muriel fait le désespoir de ses parents, regia di Philippe Faucon (1995)
- Lumière et compagnie, episodio Merchant Ivory (1995) (produttore associato)
- Mes 17 ans, regia di Philippe Faucon (1996) (TV) (produttore esecutivo)
- Surviving Picasso - Sopravvivere a Picasso (Surviving Picasso), regia di James Ivory (1996) (coproduttore)
- Ci sarà la neve a Natale? (Y'aura-t-il de la neige à Noël?), regia di Sandrine Veysset (1996)
- Ritratto nella memoria (The Proprietor), regia di Ismail Merchant (1996)
- Il destino (Al-massir), regia di Youssef Chahine (1997)
- Post coïtum animal triste, regia di Brigitte Roüan (1997)
- Terminale, regia di Francis Girod (1998)
- D'une brousse à l'autre, regia di Jacques Kébadian (1998)
- Victor... (Victor... pendant qu'il est trop tard), regia di Sandrine Veysset (1998)
- Rembrandt, regia di Charles Matton (1999)
- El Medina, regia di Yousry Nasrallah (1999)
- Le premier du nom, regia di Sabine Franel (2000)
- Paris, mon petit corps est bien las de ce grand monde, regia di Françoise Prenant (2000)
- Samia, regia di Philippe Faucon (2000)
- Martha... Martha, regia di Sandrine Veysset (2001)
- Mauvais genres, regia di Francis Girod (2001)
- Skoot hansawwar, regia di Youssef Chahine (2001)
- Intervento divino (Yadon ilaheyya), regia di Elia Suleiman (2002)
- Total Kheops, regia di Alain Bévérini (2002)
- The Legend of Rose Al-Youssef, regia di Mohammad Kamel El-Kalyubi (2002)
- Lady of the Palace, regia di Samir Habchi (2003)
- Woman Is Courage, regia di Amine Rachedi (2003)
- Les baigneuses, regia di Viviane Candas (2003) (coproduttore)
- Le dernier des immobiles, regia di Nicola Sornaga (2003) (coproduttore)
- Mimi, regia di Claire Simon (2003) (produttore associato)
- La vie nue, regia di Dominique Boccarossa (2003)
- When a Woman Sings, regia di Mustafa Hasnaoui (2003)
- Seekers of Oblivion, regia di Raja Amari (2004)
- Grande école, regia di Robert Salis (2004)
- Process, regia di C.S. Leigh (2004) (coproduttore)
- Women Beyond Borders, regia di Jean Khalil Chamoun (2004)
- Women's Chitchat, regia di Hala Galal (2004)
- Quand la mer monte..., regia di Yolande Moreau e Gilles Porte (2004)
- Bab el shams, regia di Yousry Nasrallah (2004)
- Alexandrie... New York, regia di Youssef Chahine (2004)
- Viaggio alla Mecca (Le Grand Voyage), regia di Ismaël Ferroukhi (2004)
- L'Intrus, regia di Claire Denis (2004)
- Fama: Heroism Without Glory, regia di Dalila Ennadre (2004)
- Sheikhates Blues, regia di Ali Essafi (2004)
- Rai Story: From Cheikha Rimitti to Cheba Djenet, regia di Ahmed Rachedi e Madeleine Verschaffelt (2004)
- Lavori in casa - Travaux (Travaux, on sait quand ça commence...), regia di Brigitte Roüan (2005)
- Manderlay, regia di Lars von Trier (2005) (coproduttore)
- Un ami parfait, regia di Francis Girod (2006)
- Il sera une fois..., regia di Sandrine Veysset (2006)
- A Londoni férfi, regia di Béla Tarr (2007)

### Attore
- Lancillotto e Ginevra (Lancelot du Lac), regia di Robert Bresson (1974)
- Noroît, regia di Jacques Rivette (1976)
- Les conquistadores, regia di Marco Pauly (1976)
- Un rêve plus long que la nuit, regia di Niki De Saint Phalle (1976)
- Un balcon en forêt, regia di Michel Mitrani (1979)
- Le maître-nageur, regia di Jean-Louis Trintignant (1979)
- Une femme au bout de la nuit, regia di Daniel Treda (1980)
- Loulou, regia di Maurice Pialat (1980)
- Quartet, regia di James Ivory (1981)
- Merry-Go-Round, regia di Jacques Rivette (1981)
- Chanel Solitaire, regia di George Kaczender (1981)
- Une étrange affaire, regia di Pierre Granier-Deferre (1981)
- Che cavolo mi combini papà?!! (Tout feu, tout flamme), regia di Jean-Paul Rappeneau (1982)
- La tribu des vieux enfants, regia di Michel Favart (1982) (TV)
- J'ai épousé une ombre, regia di Robin Davis (1983)
- Par ordre du Roy, regia di Michel Mitrani (1983) (TV)
- Liberty belle, regia di Pascal Kané (1983)
- Un jeu brutal, regia di Jean-Claude Brisseau (1983)
- Un amore di Swann (Un amour de Swann), regia di Volker Schlöndorff (1984)
- Les Voleurs de la nuit, regia di Samuel Fuller (1984)
- Aspern, regia di Eduardo de Gregorio (1985)
- Fréquence meurtre, regia di Élisabeth Rappeneau (1988)
- Jefferson in Paris, regia di James Ivory (1995)
- Ritratto nella memoria (The Proprietor), regia di Ismail Merchant (1996)
- L'avversario (L'adversaire), regia di Nicole Garcia (2002)
- Le Divorce - Americane a Parigi (Le Divorce), regia di James Ivory (2003)
- Lavori in casa - Travaux (Travaux, on sait quand ça commence...), regia di Brigitte Roüan (2005)